# Mike Glennon
Michael Joseph Glennon (* 12. Dezember 1989 in Conroe, Texas) ist ein US-amerikanischer American-Football-Spieler auf der Position des Quarterbacks. Er spielte zuletzt bei den New York Giants in der National Football League (NFL).

## College
Glennon spielte von 2009 bis 2012 College Football an der North Carolina State University. Er war nur in seinen letzten beiden Jahren Startspieler, brachte insgesamt in allen vier Jahren aber 330 Pässe von 564 Passversuchen an den Mann und kam auf 7.411 Yards und 63 Touchdowns. Sein Durchschnitt aus allen vier Jahren im Quarterback-Rating ist 132,3.

## NFL
Glennon wurde im NFL Draft 2013 in der 3. Runde als insgesamt 73. Spieler von den Tampa Bay Buccaneers ausgewählt.

### Tampa Bay Buccaneers
In seiner Rookie-Saison 2013 wurde Glennon am 4. Spieltag als Starter eingesetzt, um Josh Freeman zu ersetzen, da die Buccaneers die ersten drei Spieltage verloren hatten und die Offense dabei keinen guten Eindruck auf das Trainerteam machte.
Glennon beendete die Saison und damit alle restlichen 13 Spiele als Startspieler und konnte 247 von 416 Pässen anbringen. Er kam damit auf 2.608 Yards, 19 Touchdowns und 9 Interceptions bei einem durchschnittlichen Quarterback-Rating von 83,9.
2014 verpflichteten die Buccaneers Quarterback Josh McCown, der Glennon am ersten Spieltag als Starter ablösen sollte. Glennon kam in dieser Saison dennoch auf 6 Einsätze, weil er den zwischenzeitlich verletzten McCown ersetzen musste.
In seiner zweiten Saison brachte er 117 von 203 Pässen an und kam auf 10 Touchdowns und 6 Interceptions bei 1.417 Yards. Sein durchschnittliches Quarterback-Rating lag ähnlich seiner ersten NFL-Saison bei 83,3.
2015 und 2016 war Glennon der Backup hinter dem im NFL Draft 2015 verpflichteten Quarterback Jameis Winston. Glennon bestritt in der Saison 2015 kein einziges NFL-Spiel und musste 2016 den verletzten Winston nur zweimal ersetzen.

### Chicago Bears
Nach dem Ablauf seines Vertrags mit den Buccaneers unterschrieb Glennon am 10. März 2017 einen Vierjahresvertrag mit den Chicago Bears mit einem Gehalt von 14,5 Mio. US-Dollar pro Saison. Die Bears machten direkt klar, dass sie Glennon als ihren neuen Starter auf der Position des Quarterbacks geholt hatten.

### Arizona Cardinals
Mike Glennon unterschrieb nach vorzeitigem Vertragsende bei den Chicago Bears am 16. März 2018 seinen neuen Vertrag bei den Arizona Cardinals. Der Vertrag hat eine Laufzeit von zwei Jahren und beschert dem Quarterback voraussichtlich insgesamt 8 Mio. US-Dollar In zwei Spielen komplettierte Glennon 15 von 21 Pässen für 174 Yards und einen Touchdown. Am 8. März 2019 wurde er entlassen.

### Oakland Raiders
Ende März 2019 verpflichteten die Oakland Raiders Glennon.

### Jacksonville Jaguars
Nach zwei Kurzeinsätzen für die Raiders schloss sich Glennon im Mai 2020 den Jacksonville Jaguars an. Dort verpasste er zunächst den Sprung in den 53-Mann-Kader für die Regular Season, wurde allerdings wenig später in den Practice Squad der Jaguars aufgenommen und anschließend in den aktiven Kader befördert.

### New York Giants
Im März 2021 nahmen die New York Giants Glennon unter Vertrag.